# Sorex isodon
Sorex isodon е вид бозайник от семейство Земеровкови (Soricidae).

## Разпространение
Видът е разпространен в Беларус, Казахстан, Монголия, Норвегия, Русия, Северна Корея, Финландия и Швеция.